# 阿纳托利·格列什涅维科夫
阿纳托利·尼古拉耶维奇·格列什涅维科夫（俄语：Анатолий Николаевич Грешневиков，羅馬化：Anatoliy Nikolaevich Greshnevikov，1956年8月29日—）是俄罗斯政治人物，第一、二、三、四、五、六、七、八届国家杜马代表。
1974年至1976年，格列什涅维科夫在驻德国的苏联军队服役。1982年至1990年，他在鲍里索格列布斯克地区报纸《Novoe Vremya》担任记者。1990年至1993年任俄罗斯人民代表大会代表。1993年俄罗斯宪政危机期间，他站在俄罗斯最高苏维埃一边。1993年12月，当选雅罗斯拉夫尔州选区第一届国家杜马代表。1995年12月17日就任第二届国家杜马代表。随后，他分别连任第三届、第四届、第五届、第六届、第七届和第八届国家杜马。

## 制裁
2022年12月，欧盟因2022年俄乌战争而对格列什涅维科夫实施制裁。

## 同于
- 友谊勋章
- 祖国功勋勋章